# Campo de Agadones

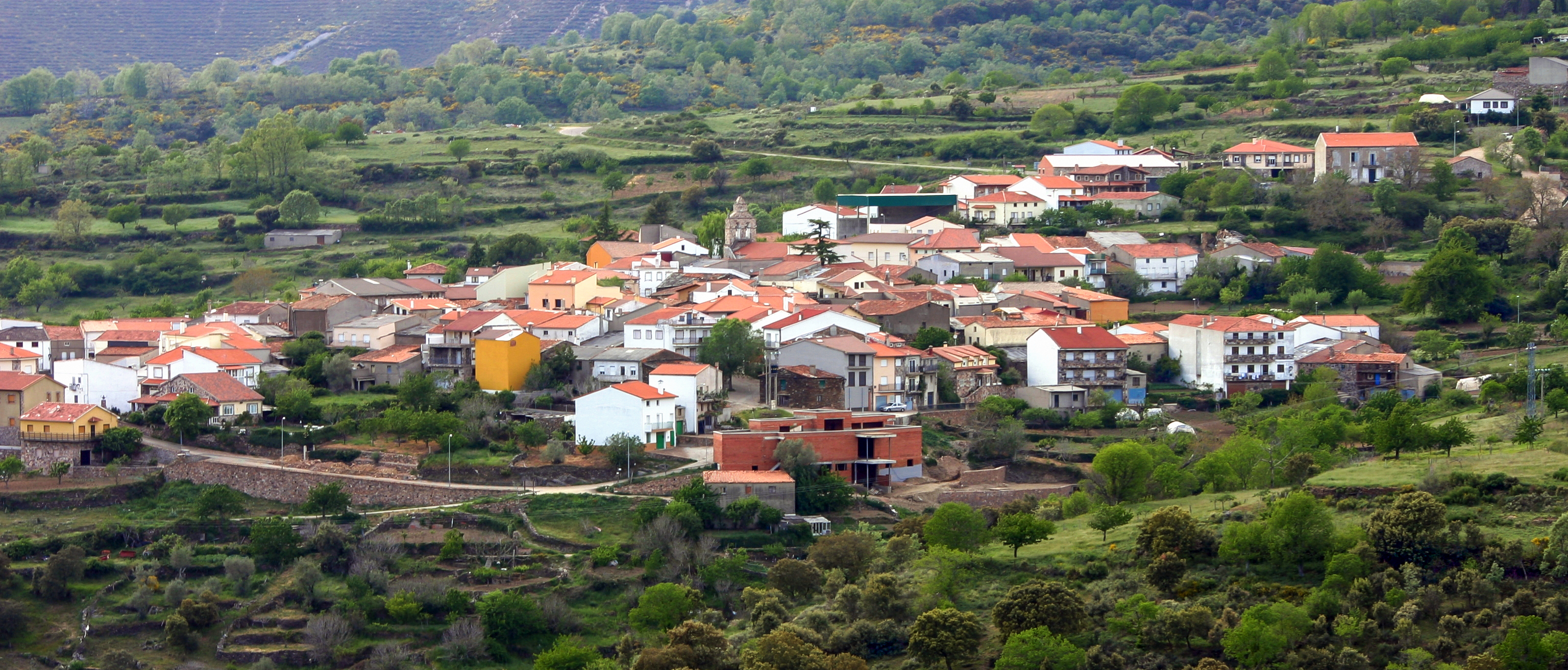
Vista geral de Monsagro.

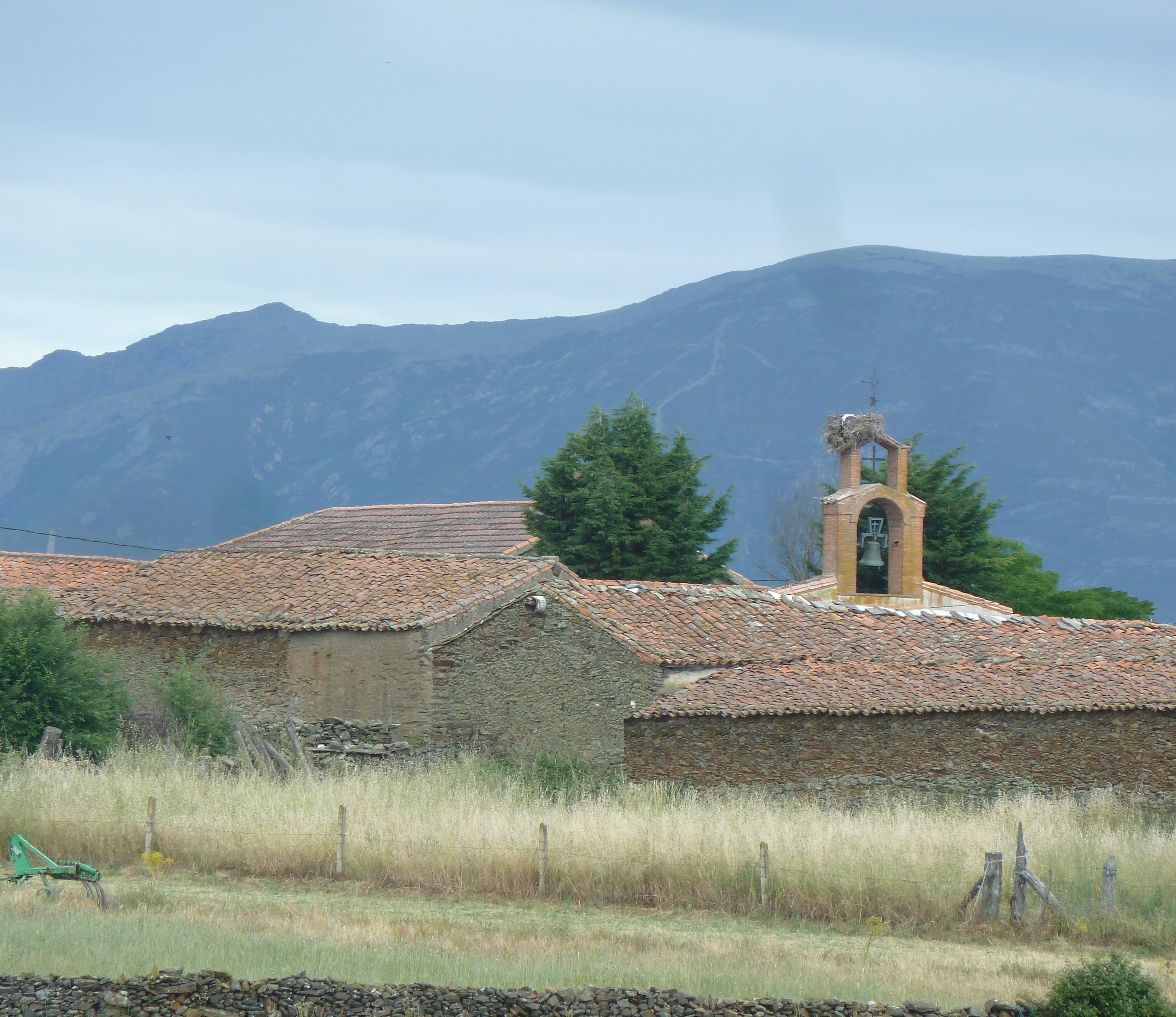
O povoado de Villarejo (Zamarra).

O vale do rio Agadón (também conhecido como Campo del Agadón, Campo de Agadones, Los Agadones ou vertente salmantina da Sierra de Gata) é uma subcomarca da comarca de Cidade Rodrigo, na província de Salamanca, Castela e Leão, Espanha. Os seus limites não se correspondem com uma divisão administrativa, mas com uma demarcação sobretudo histórico-tradicional, mas também geográfica.

## Geografia

### Demarcação
Compreende 9 concelhos: Agallas, La Atalaya, Herguijuela, Martiago, Monsagro, El Sahugo, Serradilla del Arroyo, Serradilla del Llano e Zamarra.